# 신라버스
신라버스는 부산광역시 사상구 사하구에 소속해 있는 마을버스 운송업체이다.

## 차고지
- 부산광역시 사상구 백양대로659번길 10-19 (괘법동)
- 부산광역시 사하구 장림로 106

## 운행 노선
- 사상1번 (신라대 ~ 사상역)[1]
- 사상1-1번 (모라벽산아파트 ~ 사상역)
- 사하3번 (구평농장 ~ 보림초)
- 사하3-2번 (신장림역~신세대지큐빌아파트~협성르네상스아파트)